# Criquebeuf-la-Campagne
Criquebeuf-la-Campagne é uma comuna francesa na região administrativa da Normandia, no departamento de Eure. Estende-se por uma área de 7,73 km². Em 2010 a comuna tinha 327 habitantes (densidade: 42,3 hab./km²).